# Henicus monstrosus
Henicus monstrosus är en insektsart som först beskrevs av Herbst 1803.  Henicus monstrosus ingår i släktet Henicus och familjen Anostostomatidae. Inga underarter finns listade i Catalogue of Life.